# Смеречна
Смеречна (Смеречина, пол. Smereczna) — колишнє село в Україні, у Старосамбірському районі Львівської області. Належало до Терлівської сільської ради.
В 1783 році на території села була заснована німецька колонія Прінценталь.
25 листопада 1938 р. розпорядженням міністра внутрішніх справ Польщі Прінценталь перейменовано на Княжин.
Колоністи були виселені в 1940 році до Вартеґав за програмою Додому в Рейх, а всі інші мешканці в 1952 році.

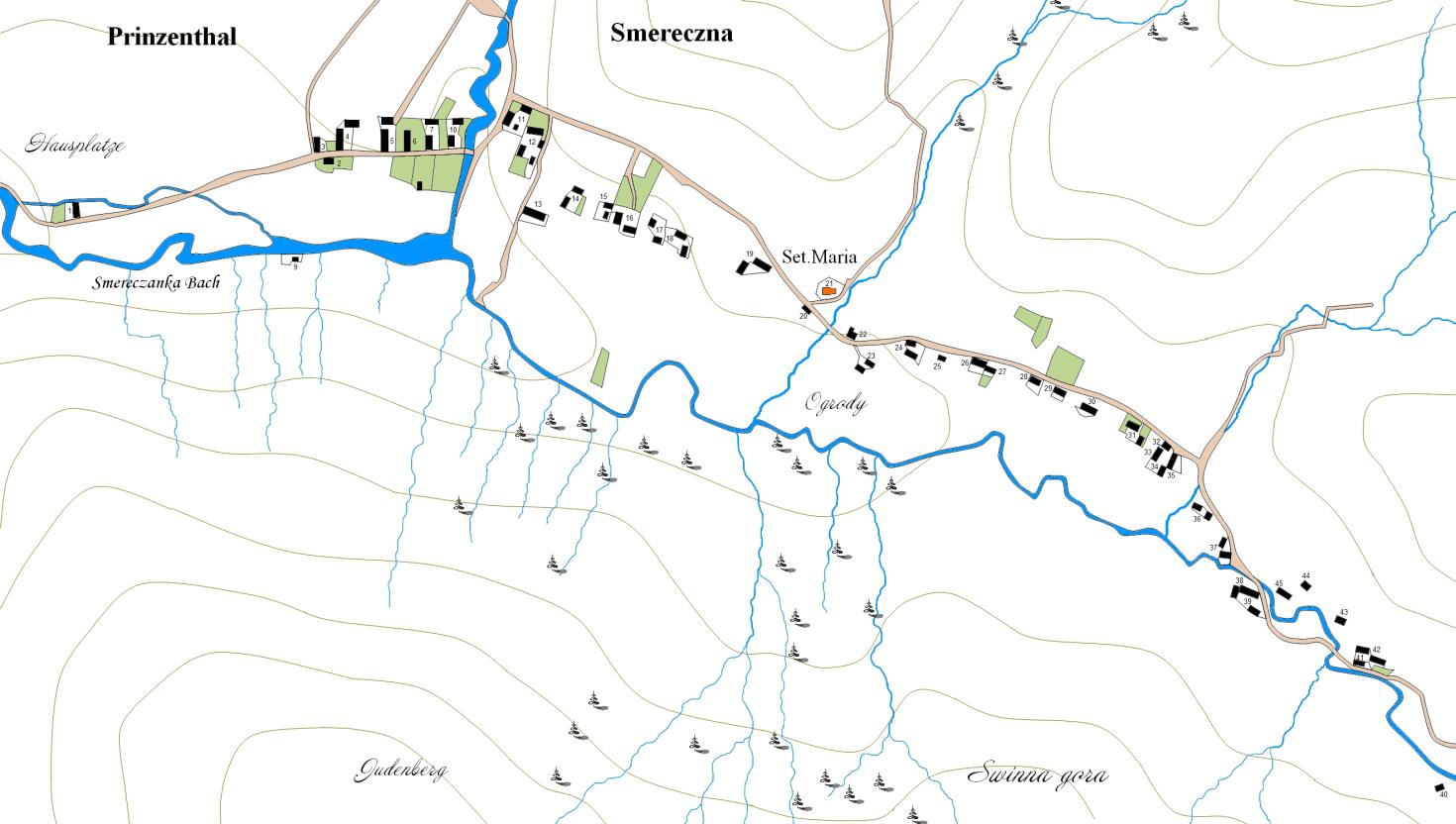
Смеречина і Прінценталь